# Derbský porcelán
Výroba derbského porcelánu sahá do první poloviny 18. století, ale autorství a přesný začátek zůstávají stále předmětem dohadů. Nejstarší zachované kusy na konci 19. století nesly pouze slova Darby a Darbishire a roky 1751 až 1753 jako důkaz doby a místa výroby. Důležitějším faktem je to, že produkce porcelánu v Derby se datuje ještě před začátek práce Williama Duesburyho, který spolu s André Planchèm a Johnem Heathem roku 1756 založil porcelánku Nottingham Road factory, pozdější Royal Crown Derby. Mnoho cenných porcelánových kusů, vyrobených v Derby, se nyní nachází v Derbském městském muzeu.

## Historie

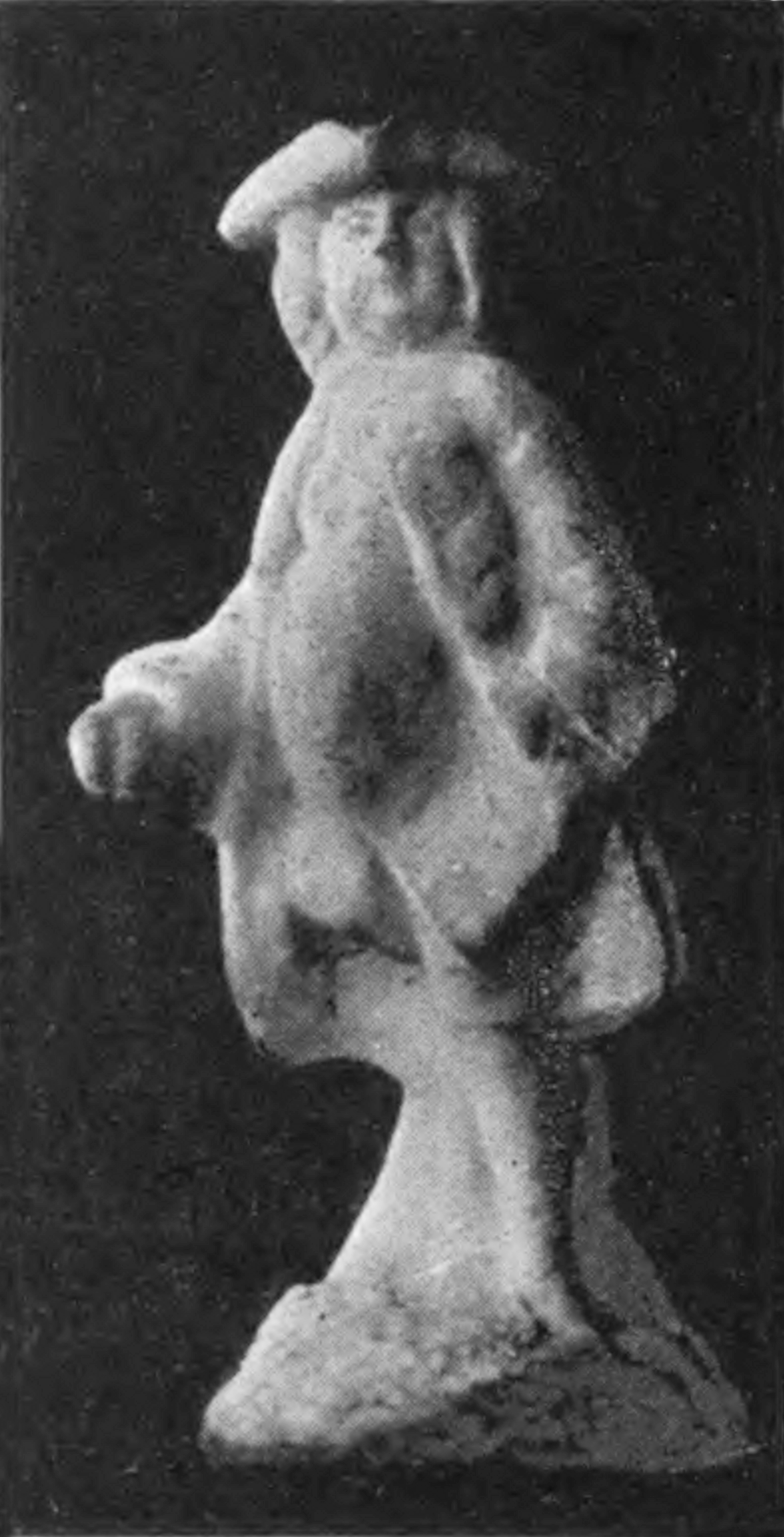
Figurína vyrobená v Derby v 50. letech 18. století

Z poznámek Williama Duesburyho víme, že Derby mělo solidní výrobu mimořádně kvalitního porcelánu na počátku 50. let 18. století. Důkazem kvality místních výrobků je fakt, že Duesbury zaplatil mnohem více za kusy z derbské manufaktury než za figuríny vytvořené v konkurenčních porcelánkách Bow a Chelsea. V té době bylo běžné, že obchodníci nakoupili bílé glazovaný porcelán od různých firem a poté ho poslali smaltérům jako byl Duesbury, aby práci dokončili (smaltování a barvení).
První tištěná zmínka o derbské firmě se však datuje do prosince 1756, kdy se v novinách Public Advertiser objevovalo ohlášení, lákající čtenáře k účasti na aukci v Londýně, kterou sponzorovala „Derbská manufaktura na výrobu porcelánu.“ Podivné je, že neexistují žádné další zmínky o takto pojmenované továrně, což nasvědčuje domněnce, že toto jméno bylo vymyšleno speciálně pro danou příležitost. Ačkoliv to může být považováno jen za vychloubání se, reklama označuje porcelánku za „druhé Drážďany“ a to je signál vysoké kvality. Samozřejmě taková dokonalost znamená i dlouhý výrobní proces a nic v tomto oznámení nepoukazuje na to, že by šlo o první prodeje firmy, jak tomu bylo v ohlášení manufaktur z Bow a Longton Hall z roku 1757.
Hrnčíř André Planchè je často označován za předchůdce derbské porcelánky. Pověsti o „cizinci z velmi chudých kruhů,“ který žil v Lodge Lane a okolo roku 1745 vytvářel malé porcelánové figuríny, mohou odkazovat právě na Planchè. Avšak, jak poznamenal jeden z badatelů, Planchovi bylo v roce 1745 teprve 17 let. Význam Planchè pro budoucnost Royal Crown Derby byl snížen některými lidmi (např. Duesburyho vnučkou Sarah), někteří dokonci zpochybnili, že by někdy takový člověk existoval. Planchovu existenci však potvrzuje nejeden důkaz.
Seriózním uchazečem o titul výrobce porcelánu „druhých Drážďan“ jsou Cockpit Hill Potworks. Tato derbská firma byla v plném provozu pravděpodobně už kolem roku 1708. Napovídá tomu hrnek s popisem John Meir made this cup 1708 (John Meir vyrobil tento hrnek roku 1708). Že firma produkovala porcelán je známo díky oznámení z aukce z roku 1780, kdy společnost zkrachovala. Neexistuje žádná zmínka o výrobě smaltovaných figur, ale je velmi pravděpodobné, že v této době, kdy byly populární, se vyráběly také. Nebo toto odvětví převzala Duesburyho továrna fungující od druhé poloviny 50. let 18. století.
Díky zatykači, vydanému roku 1758 proti jistému Johnu Lovegroveovi, víme, že majiteli Cockpit Hill Potworks byli William Butts, Thomas Rivett a John Heath. Tito obchodní partneři byli zámožní a vlivní lidé. Thomas Rivett byl poslancem a také starostou města Derby. Ovšem hospodářská soutěž s Nottingham Road factory byla neúspěšná, kvalita porcelánu vyráběného jejich továrnou postupně klesala a roku 1785 firma definitivně skončila.

## Značení

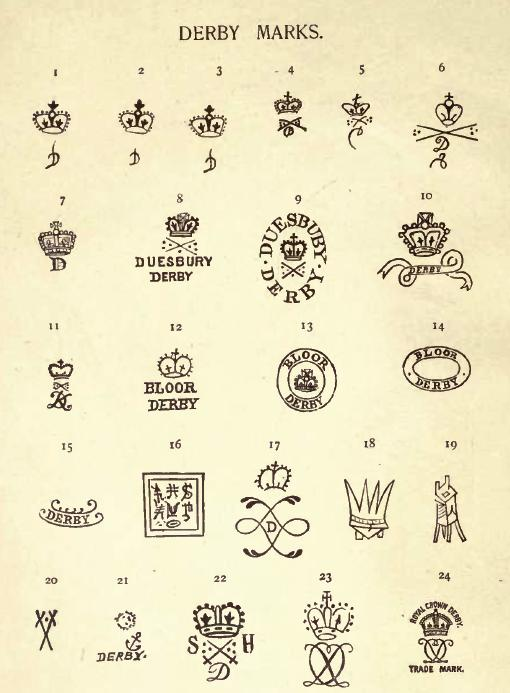
Značky derbského porcelánu

Z knihy Williama Bemrosea Bow, Chelsea, and Derby Porcelain (1898):
- 1, 2, 3 - původní derbské značení, zpravidla modře
- 4 - Zkřížené meče, koruna, D a šest teček; modře, později tmavě růžově; používáno asi od roku 1782
- 5, 6 - rovněž; červeně
- 7, 8, 9, 10 - pozdější Duesburyho značky, zpravidla červeně
- 11 - Duesbury & Kean, užíváno zřídka cca 1795–1809
- 12, 13, 14, 15 - Bloorovy značky, 1811–1849
- 16, 17, 18, 19 - orientální značky, číslo 17 je napodobenina značky Sèvres
- 20 - drážďanská značka, často užívaná na figurách
- 21 - derbská značka, výjimečná
- 22 - Stephenson & Hancock, King Street Factory, 1862, později používaná i Sampsonem Hancockem
- 23 - značku používala Derby Crown Porcelain Co. v letech 1877–1889
- 24 - značka výše uvedené společnosti od doby, co královna svolila k užívání prefixu Royal